# Nobreza da Bélgica
A nobreza belga é composta por indivíduos e (alguns membros de) famílias reconhecidas pelo Reino da Bélgica como membros de uma determinada classe social. Historicamente, esses indivíduos eram uma classe socialmente privilegiada, com certo prestígio na sociedade. Na sociedade contemporânea, muitos dos privilégios sociais históricos associados a ser um membro da nobreza tornaram-se um tanto reduzidos, refletindo a natureza mais igualitária dos dias atuais.
A constituição belga declara que nenhum privilégio específico é associado ao porte de um título de nobreza.

## História
Como a maioria das famílias antigas residiu no atual território da Bélgica por séculos e antes da fundação do moderno Estado belga, seus membros vieram de uma variedade de nações. Os nobres espanhóis residiram em Flandres nos séculos 15 e 16 e se casaram com casas nobres locais.
No período sob a soberania holandesa, a nobreza foi um fator importante no movimento em direção à independência. Após a independência, o Reino dos Países Baixos perdeu um segmento importante de seus nobres, como todos  as famílias mais abastadas viviam no sul, e assim se tornaram parte da nobreza belga. Na corte do século XIX, essa nova nobreza belga desempenhou um papel importante.

### Herdeiros masculinos
Em algumas famílias antigas, os chefes da casa têm direito a vários títulos. Hoje, as famílias mais importantes ainda passam esses títulos antigos apenas na linha masculina. No Antigo Regime e período espanhol e austríaco, títulos e direitos podem ser herdados por casamento ou apenas por testamento.
Isso foi legalmente aceito pela coroa espanhola e os títulos podiam ser acumulados com outros títulos legais. Este sistema terminou após a Revolução Francesa. Após a criação da Bélgica, as famílias puderam receber o reconhecimento de seu status, o que aconteceu para a maioria das famílias atuais. Principalmente, o status nobre era reconhecido, mas às vezes também o antigo título, que só poderia ser passado pela linha masculina da mesma casa nobre. Desde essa mudança, os títulos antigos desapareceram e apenas alguns títulos antigos sobreviveram.

### Norte da França
Até 1662, a parte norte da França pertenceu à Flandres, sob o domínio espanhol. Os títulos criados antes desta data são considerados parte da nobreza flamenga. A nobreza picardiana e artesiana perdeu suas terras para a coroa francesa e foi incorporada ao reino francês. O Marquês de Morbecque havia perdido suas terras após a Batalha de Cassel. Após este período, muitas das antigas casas flamengas foram concedidas outros títulos franceses.

## Características
A nobreza belga moderna é conhecida por ser principalmente tradicionalista e monarquista. Em 2013 existiam aproximadamente 1.300 famílias nobres, com cerca de 20.000 membros. A linhagem nobre de apenas aproximadamente 400 famílias remonta ao século XVII ou antes. Como a Bélgica é uma monarquia constitucional democrática, não há privilégios legais associados a possuir um título de nobreza ou a ser membro da aristocracia. De acordo com o artigo 113 da Constituição, “O Rei pode conferir títulos de nobreza, sem nunca ter tido o poder de atribuir-lhes privilégios”.

### Riqueza
Muitos nobres da Bélgica ainda pertencem à elite da sociedade. Às vezes, eles possuem e gerenciam empresas ou têm posições de liderança na sociedade cultural, negócios, bancos, diplomacia, ONGs, etc. Muitas das famílias mais velhas ainda possuem (e residem em) castelos ou casas de campo importantes.
A fortuna da nobreza é impressionante: apenas 11% das 500 famílias mais ricas da Bélgica são membros da nobreza: elas possuem mais de 56% dessa riqueza, 79,85 bilhões de euros. Isso é parcialmente causado pelo fato de que muitos dos novos títulos de nobreza são concedidos a empresários ricos, como as famílias de Boël, Frere, Colruyt, Janssens e Solvay. As casas antigas, entretanto, são minoria e venderam grande parte de suas terras e propriedades. A casa de Merode vendeu ao longo dos anos milhares de hectares de terras particulares. Outras casas ainda têm imensos terrenos e terrenos, mas a maioria das casas perdeu grande parte de sua riqueza histórica.

## Identidade legal
Na Bélgica, o título faz parte da identidade da pessoa nobre e é mencionado no bilhete de identidade. O título não faz parte do nome.
A assunção de títulos de nobreza por quem não tem direito é proibida e punida com multa de 200 a 1000 euros nos termos do artigo 230.º do código penal belga.

## Enobrecimento
A Bélgica é uma das poucas monarquias do mundo em que o enobrecimento hereditário ainda ocorre regularmente. Os títulos hereditários são conferidos por cartas patentes, que são emitidas pelo rei dos belgas, co-assinadas pelo ministro das Relações Exteriores. Títulos nobres também podem ser concedidos por toda a vida.
Os cidadãos belgas que se destacam nos negócios, na política, na ciência, nas artes, nos esportes etc. ou por serviços extraordinários ao reino podem receber status ou títulos de nobreza.
Por cartas, extensão de patente, mudança ou elevação de posição de membros de uma família nobre ou mudança de posição de toda a família.

## Títulos

### Duque
Os membros das seguintes casas carregam o título de duque (em francês: Duc, em neerlandês: Hertog). O título ducal nunca foi concedido fora da Família real belga. A origem de tais títulos para as famílias belgas, portanto, é anterior à monarquia atual, tendo sido conferidos ou reconhecidos por soberanos de outras jurisdições.

### Marquês
Membros de doze famílias carregam hoje o título de marquês . Esses títulos têm origens antes da Revolução Francesa e costumavam ser ligados a marquesados físicos.
Na maioria dessas famílias, o título descende pela primogenitura masculina.

### Conde
Conde é o título com a classificação mais alta ainda concedido pelo monarca belga. Existem aproximadamente 90 famílias na Bélgica, onde pelo menos um dos membros possui o título de conde ou condessa. Os títulos Conde de Hainault e Conde de Flandres, historicamente associados às principais províncias do que hoje é a Bélgica, são usados como títulos dinásticos para membros da Família real.

### Visconde
Existem aproximadamente 45 famílias na Bélgica que possuem o título de visconde (em francês: vicomte, em neerlandês: Burggraaf).

### Barão
Mais de 300 indivíduos possuem o título de Barão ou Baronesa. O título pode descender tanto pela primogenitura masculina quanto a todos os descendentes legítimos na linhagem masculina do titular original.

### Cavaleiro
Na Bélgica, existem cerca de 200 cavaleiros (em francês: chevalier, em neerlandês: Ridder). O título não tem equivalente feminino.